# Културни центар Рекс
Културни центар Рекс је независна, невладина и непрофитна организација у административном и организационом оквиру Фонда Б92. Центар је истраживања, извођења и афирмације савремене културне продукције и за промоцију вредности демократског друштва и културе. У оквиру Центра, осмишљено је и организовано неколико стотина пројеката ангажованог филма, нове музике, дебатног програма, алтернативног позоришта, визуелних уметности и савременог плеса. Члан је мреже независних културних центара Европе и коалиције пунктова за креативно унапређење и примену нових медија - Кичма културне Европе (енгл. ECB - European Cultural Backbone).|

## Историја
Културни центар Рекс је основан 1994. године. Оснивач је радио телевизија Б92, који је у досадашњем развоју Центра помагао бесплатним уступањем заједничких служби (рачуноводство, правна служба), те емитовањем радијских и тв спотова, као и остале културне институције и уметничке иницијативе.

### Период септембар 1994 - април 1999.
Културни центар Рекс је основан у септембру 1994. године, под називом Cinema Rex  - културни центар Б92, односно Кућа за урбану културу, савремену уметност и грађанске иницијативе. Налазио се у оквиру зграде на адреси Јеврејска 16, у делу Београда, под именом Дорћол. Зграда изграђена 1927. године за потребе два јеврејска добротворна друштва, и коришћена у различите сврхе, почетком деведесетих добила је име "Биоскоп РЕКС", за време снимања једног урбаног филма. Радио Б92 је у лето 1994. године, изнајмио део зграде, уз задржавање имена исписаног на фасади, у циљу стварања новог културног центра. Током 1998. године, Културни Центар Рекс је остварио преко 300 различитих програма и више од 20 програма организованих у већим градовима Србије. Током првог периода постојања, РЕКС је пружао услове за реализовање нових и презентацију постојећих пројеката домаће продукције из области позоришних и ликовних уметности, музике, филма, видеа, нових медија, уз организовање радионица, промоција и дискусија. Створена је и мрежа интезивне сарадње са домаћим али и колегама из република бивше Југославије, али и иностранства. У овом периоду, позициониран је и као Европска кућа уметности и културе и постао члан мреже ТЕХ (енгл. TEH - Trans Europe Halles) независних културних центара Европе, и један од оснивача мреже European Cultural Backbone.

### CyberRex - Април - јун 1999. године
Током НАТО бомбардовања СР Југославије, екипа која је радила у Cinema Rex-у, остала је на окупу и прешла у дигитални простор. Направљен је веб сајт, који је назван Сајбер Рекс (енгл. Cyber Rex), а сам сервер је из практичних и безбедоносних разлога постављен на серверу организације V2 ( хол. V2 Organisatie) у Ротердаму. 
Сајбер Рекс је наставио промоцију и подржавање културе урбаног Београда кроз визуелне уместности, филм, видео, фотографије, музику, звук, стрипове, издаваштво, компјутерску, веб и нет уметност. 
Настављена је сарадња у оквиру Мреже независних културних центара Европе и Кичме културне Европе. По подацима, сајт је у јуну 1999. имао у просеку 822 успешна приступа дневно. 

### Период до децембра 2000. године
Одмах након НАТО бомбардовања, почело се са интезивном реализацијом програма и пројеката у различитим просторима у Београду, посебно на продуцијском плану. Поред рада уживо, у несмањеном обиму се рад одвијао и на простору интернета. Највећи проблем у почетку овог периода је био недостатак адекватног простора и немогућност повратка у стари простор у Јеврејској улици. До почетка 2000. године рађено је из мале канцеларије у општини Врачар, а након 5. октобра 2000. године, Радио Б92 је враћен изворним власницима, а тиме је и простор у Јеврејској 16 враћен Рексу. Све што је било остављено у старом простору је однето у складиште у Кошутњаку, али је ускоро све враћено. Нови-стари РЕКС отворио је филм Ивана Маркова "Српска турнеја 99" и традиционални "Сајам" . 

### Селидба из простора у Јеврејској 16.
Према решењу Агенције за реституцију, 2016. године, Јеврејској општини у Београду је враћен простор у Јеврејској 16 као компензација за неке од простора који су национализовани после Другог светског рата, а које држава није могла да врати Јеврејској заједници.
Након тог решења, Фонд Б92 и Рекс су наставили да простор изнајмљују од Јеврејске општине, али је почетком децембра 2017. године, закуподавац отказао уговор, те су се и Фонд Б92 и Рекс морали у потпуности иселити из дугогодишњих просторија у привремене просторије у Хиландарској улици у Београду. Након годину дана, нова локација Културног центра Рекс је на општини Врачар.

## Програми и пројекти Културног Центра Рекс
Полазећи од становништва да су Београду као престоници, потребна многа места на којима могу да се развију уметнички потенцијали, од самих почетака Културни Центар Рекс је обезбеђивао услове за реализовање нових и презентацију постојећих пројеката домаће продукције из области позоришних и ликовних уметности, музике, филма, видеа, нових медија, организоване су радионице, промоције и дискусије. У самој организацији Културног центра Рекса одржано је неколико програма и пројеката, а још више у копродукцији са многим уметничким групама и појединцима. 

### Говорни програм Културног Центра Рекс[10]
Једногодишњи циклус говорних програма Културног центра Рекс се одвија кроз серију презентација, дискусија али и перфоманси које маркирају разне теме културне и политичке сцене у Републици Србији и окружењу. Састоји се из серије презентација из циклуса Где су били, шта су радили, неколико вишедневних акција под заједничким оквиром Кафе нови друштвени односи, затим серије презентација или предавања на теме Мој омиљени уметник и Мало вероватна мисија.

### Програм демократизације и децентрализације културне и уметничке продукције
Под називом Програм демократизације и децентрализације културне и уметничке продукције обједињује неколико пројеката и активности које се заснивају на заједничким принципима и методологијама:
- Флукс (Flux)[11]
- КЕФ (Сајам кратке електронске форме)[12]
- Checking Point[13]
- БИБЛИОТОК[14]
- Fun Art - Чиста љубав[15]

Програм је усмерен на ревалоризацију и реорганизацију постојећих образаца и процедура културне продукције, уметничких и естетских канона и са њима повезаних социјалних категоризација или сегрегација. 

### Пројекат: Фашизам - музеализација и едукација данас[16]
Пројекат Фашизам: музеализација и едукација данас замишљен је као платформа за активистичку, теоријску и уметничку праксу која се бави анализом и разумевањем савремених појава пост- и неофашистичких идеологија, политика и пракси. Као главни оријентир у сагледавању стања разумевања и објашњавања историјских и актуелних фашизама и склоних или сродних идеолошких и политичких позиција, фокусиране су актуелне едукативне и музеолошке праксе у Републици Србији, региону и свету. Циљ пројекта је био преглед, документација и критичка анализа актуелних националних, регионалних и неких типских европских пракси музеализације и историзације фашизма као и официјелне едукације о облицима фашистичких идеологија и покрета кроз историју и у савремено доба. 

### Библиоток
Пројекат Библиоток служи за упознавање шире публике са публицистиком из области савремене уметности, теорије културе, књижевности, стрипа, студија рода или проблематике мањинских група. 

### Чекинг Поинт
Експериментални излагачки програм, у оквиру кога се у холу Културног центра Рекс излажу радови и пројекти којима уметници и уметнице као и аутори, односно ауторке других професионалних опредељења истражују или усвајају нове стваралачке концепте или нове продукцијске методе. 

### Flux испод нас
У оквиру пројекта Flux испод нас,  у делу града Београда - Калуђерици се израђује мапа постојеће канализационе мреже. Радне верзије карте постављене су у холу Месне заједнице Калуђерица, као и у просторијама неколико месних одбора политичких странака, ради даљег допуњавања подацима, као и исправљања или коментарисања већ унесених. 

## Пројекти и програми организовани у простору КЦ Рекс
Културни центар Рекс од самих почетака подржава младе уметничке форме, развија праксу независних уметничких иницијатива, представља и платформу за размену и сарадњу уз преплитање различитих грана уметности и културе и интерактивних видова њиховог израза.

### Визуелне уметности
| Назив пројекта                                                                  | Временски период                      | Опис |
| ------------------------------------------------------------------------------- | ------------------------------------- | --- |
| Арт Врт                                                                         | Септембар-октобар 1994. године        | Први пројекат Cinema Rex-a, изложба 24 уметника којима је речено да реагују на простор који виде. |
| Немогуће                                                                        |                                       | Пројекат уметника из Београда и Амстердама |
| Контра Дибидон                                                                  |                                       | Гостовање представника словеначке алтернативне сцене. |
| Сцене погледа                                                                   |                                       | Део прве годишње изложбе Сорош центра за савремену уметност. |
| Јевреји на Дорћолу између два светска рата - Прича о комшијама којих више нема- | 10. јануар - 10. фебруар 1997. године | Ангажовани приступ културним и друштвено-историјским питањима кроз документа о неколико зграда које су подигли београдски Јевреји у којима су биле смештене њихове институције - приказан је њихов живот и рад, веровања и славља, али и холокауст и скоро потпуно уништење београдских Јевреја од стране Немаца и српских квислинга. |
| Поглед на зид                                                                   | 1994-1996                             | На зиду канцеларије главног и одговорног уредника Радија Б92 смењивале су се изложбе (углавном) београдских уметника, на сваких 15-20 дана. |
| Присутности                                                                     | од 23. октобра 1996. године           | Свака трећа среда у месецу је била посвећена неком уметнику или уметничкој групи чије је присуство на известан начин утицало на изгелд и развој београдске (југословенске) ликовне сцене. |
| Читајте људи                                                                    |                                       | Изложба преко 100 листова и часописа о Ромима и на ромском који су штампани између 1988. и 1998. године у оквиру обележавања Светског дана Рома |
| 'XER                                                                            |                                       | Сусрет аутора стрипова и фанзина бивше Југославије - изложба ауторског стрипа из Словеније, Македоније, Босне и Херцеговине и СРЈ. |
| Сајам оправдане злоупотребе и пропалих покушаја                                 |                                       | Аутор: Небојша Миликић. |

### Извођачке уметности - представе и перфоманси
На самом почетку, извођене су представе и радионице најеминентијих представника савремениг позоришта: Дах театар, Плаво позориште, Истер Театар, Омен, Крафт театар, ако и бројних гостију из иностранства: Марија Кртолица, Кејт Вер (енгл. Kate Weare), Кети Ранделс (енгл. Kathy Randels), Џими Тарнер (енгл. Jimmy Turner), Џасмин Годер (енгл. Yasmeen Godder), Мајкл Лук Сесони (енгл. Michael Luke Cecconi), Делвина Дрискол (енгл. Delvine Driscol), италијанске групе Teatar Specchi e memorie, Алистер О'Луглин, Миранда Хендерсон, Марсел Бозонет, Мин Танака итд. У сарадњи са студентима Факултеtа музичке уметности у Београду, Културни центар Рекс је био организатор и продуцент савремених извођења класичних музичких комада. У оквиру Културног центра Рекс, организована је и алтернативна позоришна продукција "Слике из живота дорћолских Јевреја", као и "Зима или снови или путовање у свим правцима" - музичка стрип представа Позоришта шешира као и многе друге. 

### Филмски и видео програми
На почетку свог постојања, Cinema Rex је почео са приказивањем алтернативне и нискобуџетне видео продукције. Најзначајнији део овог програма заузимала је филмска и видео продукција Б92: "Видимо се у читуљи" али и многе друге: 
| Филмови и видео продукције                      | Датум приказивања | Опис |
| ----------------------------------------------- | ----------------- | --- |
| Видимо се у читуљи                              |                   | Студија о београдском подземљу, криминалцима, филм о распаду морала и непостојању етике |
| Вуковар 1991.                                   |                   | Епизода ТВ серијала "Слике и речи мреже" - покушај приказивања како је Телевиза Србије обавештавала грађане и грађанке Србије о догађајима у Вуковару током јесени 1991. године                              |
| Источно од Париза, низводно од Беча (трилогија) |                   | Прати се живот Рома Јашара Џемалова и његове породице од 1990. до 1995. године. |
| Гето: Тајни живот града.                        |                   | Једног јутра, рок музичар (водич), креће у шетњу. У свом родном граду, Београду, открива три нивоа,три реалности.                                                                                            |
| Приближно Срби                                  |                   | Филм Лазара Стојановића, о Ромима који настоје да буду Срби или нешто барем приближно, како сами кажу. |
| Други Дневник                                   |                   | Прилози који су настајали у моментима када се ратна пропаганда на државној телевизији у Србији, прешавши границу реалног, претворила у апсурд и црни хумор.                                                  |
| Дијалог - Косово '98                            |                   | Када званичног државног дијалога о будућности Косова и поред разних споразумма још увек није дошло, два српска и два албанска студента, на позив радија Б92 села су за исти сто у једном приштинском кафићу. |

У оквиру Cinema Rex-а, организован је и Интернационални фестивал филма и видеа "Кад би 6 било 9" (енгл. If 6 was 9), уз продукцију из бивших југословенских република као и одређене продукције из иностранства. 
Након НАТО бомбардовања, организоване су одвојене премијере филмова "Ћибу Ћиба" Оливере Милош Тодоровић, као и "Жртва географије " (енгл. Victim of Geography) Дага Обрија (енгл. Doug Aubrey). 
Након 5. октобра 2000. године и повратка у стари простор, представљен је филм Ивана Маркова - "Српска турнеја "99" . 

#### Фестивал Слободна Зона
Слободна зона је филмски фестивал основан 2005. године са идејом да се кроз популаризацију ангажоване кинематографије, која није део уобичајеног биоскопског репертоара, отвори простор за промоцију, промишљање и разумевање актуелних друштвених појава и проблема у свету, земљи и региону.
На првом фестивалу 2005. године – у једној биоскопској сали, приказано је 20 документарних, играних и краткометражних ангажованих филмова из целог света награђених на престижним светским фестивалима. На програму Слободне зоне приказује се у просеку 30 до 40 целовечерњих играних и документарних филмова.
Фестивал се од 2013. године организује истовремено у три града (Београд, Нови Сад и Ниш), а пројекције се приказују у 10 биоскопских сала. Свечано отварање фестивала одржава се у великој сали Сава центра пред више хиљада гледалаца.

### Музика
У простору Културног центра Рекс организовани су концерти домаће рок, поп и техно музике: Ева Браун, Јарболи, Буквар буквар, Канда Коџа и Небојша, Техно матинеи на којима су наступали домаћи и страни ДЏ-ејеви, итд. У оквиру међународног фестивала нове музике, РЕКС је био у организацији представљања домаће и стране нове и експерименталне музике.

#### Фестивал Ринг Ринг
Фестивал Ринг Ринг је гостујући фестивал нове музике, који се одржава сваке године у Београду. Године 2020. - те је обележио 25. година боравка у Београду и сматра се најдуговечнијим фестивалом "другачије" музике.  

#### Без Буке
Без Буке! је новији концепт музичког фестивала у продукцији Културног центра Рекс, који омогућава приснији однос са публиком, у концепту дневне собе. Кроз овај концепт, промовише се и алтернативна музичка сцена Србије и мањи, некомерцијални бендови. 

### Мултимедија
Представљани су пројекти који су укључивали ауторе различитих профила. Посебна пажња је била посвећена домаћој компјутерској демо сцени:   Creative Tech Week, Demo Scene Party, Scene Strike, Update, где су се представље музика, компјутерска графика, демо радови, анимирање и видео радови. Промоција ове сцене је допринела отварањем лабораторије за нове медије CyberREX

### Говорни програми
Посебна истанца у раду Културног центра Рекс јесу трибински програми о актуелним темама друштвеног и политичког живота као што су:
- Дискусија Удружења Босанаца "Источна Славонија - Западна Славонија, изазови нормализације"
- Округли сто у организацији групе 484 - Међународни дан борбе против фашизма и антисемитизма.
- Трибина "Мањинска права на Балкану"
- Трибина поводом Међународног дана женских права - "Женски покрет мења друштво - наше приче".
- Информисање на ромском језику
- Роми као инспирација уметника
- Положај Рома у европским земљама "Куда иде ромски народ" .
- Дебата о институционалном третмату рада "Цигани и пси" Зорана Тодоровића

Уз трибине, организовани су и разговори са ауторима књига и филмова, као и промоције домаћих и страних издања часописа и књига, али и стрипова.

## Галерија

### Објављене књиге
- Говорни програми Културног центра Рекс
- Говорни програми Културног центра Рекс
- Говорни програми Културног центра Рекс
- Говорни програми Културног центра Рекс
- Говорни програми Културног центра Рекс
- Говорни програми Културног центра Рекс
- Живот Јевреја на Дорћолу.
- Места страдања и нацистичког терора у Београду
- Говорни програми Културног центра Рекс